# Tamil Eelam
Tamil Eelam (en tamil: தமிழ் ஈழம், Tamiḻ īḻam) es el nombre asignado por los nacionalistas tamiles al estado tamil a constituir en el norte y este de la isla de Sri Lanka. Este estado quiso separarse de Sri Lanka y formar un estado tamil en el norte y este de Sri Lanka. Para ello iniciaron una guerra civil que duró 26 años, con atentados y combates entre el gobierno y la principal guerrilla que buscaba su independencia: los Tigres de Liberación de Eelam Tamil. De hecho, las zonas que controlaban eran de facto un estado independiente. 
Hasta mayo de 2009, fecha en que fueron derrotados por las fuerzas gubernamentales, la guerrilla tamil dominaba gran parte de estos territorios y se había organizado como un estado de facto, contando con su propio Tribunal Constitucional, policía, ejército, marina, fuerza aérea, Servicio de Inteligencia e incluso con su propio banco central, aunque ninguna de estas instituciones había sido reconocidas por el gobierno cingalés. Además, dependían de la electricidad y las materias primas del área sostenida por el gobierno alrededor de la autopista A9. Tampoco tenían su propia moneda (utilizaban la rupia de Sri Lanka). Los nacionalistas tamiles acusaron frecuentemente al gobierno de embargar bienes esenciales a los civiles, oprimiendo a la población. No tiene aeropuerto propio, por lo que los turistas extranjeros deben viajar allí a través del aeropuerto de Colombo.

## Historia política
En los años setenta los tamiles del Norte estaban representados por el Ilankai Tamil Arasu Kachchi o Ceylon Federal Party (Partido Federal de Ceilán), partido moderado que preconizaba un estado federal para la isla de Ceilán.
En las elecciones de marzo de 1960 el Partido de Unión nacional (UNP) que ya estaba en el gobierno desde la independencia hasta 1956, obtuvo la mayoría pero el partido del Frente Unido del Pueblo (cuyo principal componente era el Sri Lanka freedoom Party-SLFP, en español: Partido de la libertad de Sri Lanka) se unió al Partido federal para obtener el poder. En las siguientes elecciones el SLFP volvió a ganar con pequeña minoría, pero en 1965 el UNP recobró el poder (también por escaso margen) y Tiruchelvam, líder del partido federal, fue nombrado ministro de gobierno local (1965-68). El Partido federal actuaba pues como partido bisagra. En 1970 la Sra. Bandaranaike triunfó por mayoría de dos tercios y ya no necesitó a los federales que evolucionaron hacia posiciones más separatistas. En 1970 P. Sathyaseelan fundó la Tamil Manavar Peravai (Tamil Students Movement, Movimiento de Estudiantes Tamiles) que abogó abiertamente por la independencia. En 1972 el Partido federal se unió al Tamil Congress (Congreso Tamil) y otros grupos menores y fue rebautizado Tamil United Front, adoptando formalmente posiciones favorables a la independencia. Este partido adoptó la bandera roja con un sol amarillo que durante muchos años estaba destinada a ser la bandera nacional de los tamiles de Sri Lanka.
El 22 de mayo de 1972 se fundó el Tamil New Tigers (T.N.T., Nuevos Tigres Tamiles), dirigido por Vellapilai Pirabhakaran, que se convirtió en los Tigres de Liberación de Tamil Eelam el 5 de mayo de 1976. En 1975 se fundó en Londres el Eelam Revolutionary Organisation of Students u Organización Revolucionaria Eelam de Estudiantes (EROS) dirigido por Eliyathamby Ratnasabapathy, quien inició su actividad armada en el este del país colaborando con los musulmanes cingaleses. Desde 1976 se extendieron al Norte donde colaboraron con los Tigres que actuaban en la zona y que solo realizaban acciones esporádicas. En esta época aún se usaba la bandera del TUF, pero más tarde se diseñó una nueva bandera para los Tigres. El emblema fue dibujado por Nadarajan, un amigo de Pirabhakaran, en 1977.
El 14 de mayo de 1976 el United Front (Frente Unido) aprobó la siguiente resolución (conocida como resolución de Vaddukkodai): "...la restauración y reconstrucción de un estado Tamil libre, secular y socialista basado en el derecho de autodeterminación inherente a cada nación se hace inevitable en orden a salvaguardar la existencia de la nación tamil en este país". El Tamil United Front (Frente Unido Tamil) pasó a ser el Tamil United Liberation Front (TULF, Frente Unido de Liberación Tamil), organización que fue declarada ilegal en 1984, huyendo sus dirigentes a Madras, incluyendo el secretario general Amir Thalingam. En 1977 volvía al poder en Sri Lanka el UNP, poder que mantendría 17 años.
En 1979 se fundó la Tamil Eelam Liberation Organisation (TELO, Organización para la Liberación de Tamil Eelam). Sus líderes eran Thangadorai, Kuttimani y Sellathurai Sivasubramaniam alias Thevan. Sus comandos pudieron entrenarse en la India. Sus líderes fueron detenidos en 1981 y Sri Sabaratnam asumió la dirección. Los jefes encarcelados fueron asesinados en la cárcel en 1983. La organización no pudo reorganizarse y fue absorbida por los Tigres hacia 1986, cuando su líder, Sri Sabaratam, fue asesinado por un comando del LTTE.
En 1980 EROS sufrió una escisión que dio origen al Eelam People's Revolutionary Liberation Front (EPRLF, Frente Revolucionario de Liberación Popular de Eelam) de fuerte tendencia marxista, dirigido por K. Padmanabha, cuyo movimiento inició su actividad armada en 1982. En 1988 constituyó un gobierno provisional de las provincias del Noreste dirigido por Vardharaja Perumal. A principios de 1990, antes de la salida de las tropas indias, Padmanabha proclamaba la independencia de Tamil Eelam. Pero una fuerte ofensiva del ejército cingalés obligó poco después a los líderes del EPRLF a salir del país hacia la India junto con las tropas de este país. Padmanabha fue asesinado por los Tigres en junio de 1990.
En 1980 nació otro grupo, el People's Liberation Organisation of Tamil Eelam (PLOTE, Organización para la Liberación del Pueblo de Tamil Eelam) dirigido por Karthiragamar Uma Maheswaran alias Mukundan que antes fue presidente de los Tigres (1977-80) y que abandonó por divergencias con su líder. Tras un fuerte enfrentamiento (a tiros) con el líder de los Tigres (en la India) el partido empezó a perder fuerza debido a la criminalización de sus actividades y a los métodos despóticos. Uma Maheswaran fue asesinado en julio de 1989 al parecer por miembros de su propia organización, la cual prácticamente desapareció.
En 1984 realizó algunas operaciones la Tamil Eelam Army (TEA, Ejército de Tamil Eelam), formada por pocos militantes pero muy activos que realizaron acciones de corte terrorista bajo la dirección de Maheswaran alias Panegoda. Tras la explosión por error de una bomba en el aeropuerto de Madras que causó 30 muertos perdieron apoyo y sus militantes activos huyeron a la India en 1985. Por la misma época surgió la Tamil Eelam National Army (TENA, Ejército Nacional de Tamil Eelam) dirigida por Bagirathan Ravi, hijo del líder del TULF, Amirthalingam. En 1985 se dividió en dos facciones, una dirigida por Rajan y otra por Kanthan y a finales del mismo año, tras varios enfrentamientos internos, su estructura fue desmantelada por la policía.
En noviembre de 1985 cuatro grupos se unieron en un frente común llamado Eelam National Liberation Front (ENLF): Tamil Eelam Liberation Organisation (TELO), Liberation Tigers of Tamil Eelam (LTTE), Eelam People Revolutionary Liberation Front (EPRLF) y Eelam Revolutionary Organisation of Tamil (ERO). esta unión no subsistió.
El 31 de marzo de 1990 los Tigres crearon un partido político llamado Tigers Peoples Liberation Front (en español: Frente Popular de Liberación de los Tigres), para negociar con el gobierno cingalés tras la retirada india y tomar parte en unas eventuales elecciones.
Las tropas de pacificación indias expulsaron a los guerrilleros de las ciudades que controlaban (1989), debiendo refugiarse en las selvas. Pero las fuerzas indias, consideradas favorables a los tamiles, hubieron de retirarse a petición del gobierno de Colombo el marzo de 1990. Tras la salida de los indios los guerrilleros regresaron a las ciudades. El Presidente cingalés Premadasa fue asesinado por un tamil el 1 de mayo de 1993 y tras un periodo provisional se celebraron elecciones en 1994 que dieron la victoria a la Alianza del Pueblo (sucesora del SLFP). Tras un periodo de negociación, el ejército cingalés retomó la ofensiva y tomó Jafna estableciendo fuertes posiciones militares, pero una ofensiva general de los Tigres en el 2000, con la captura del Paso del Elefante en una operación militar considerada un modelo de estrategia y eficacia, les llevó de nuevo a reconquistar todo el Norte del país y colocarse a las puertas de Jaffna. El LTTE organizó una administración completa en los territorios bajo su control, con un ejército con unidades navales y aéreas. Aunque el gobierno cingalés, buscando el apoyo internacional, le acusa de terrorismo (para lo cual los servicios secretos cometen algunos actos que luego atribuyen a los Tigres a los que también se imputan los actos terroristas de otros grupos) se trata de una organización puramente política y militar, donde todos los militantes combatientes lo hacen con uniforme y en batallas convencionales. En el segundo día de los héroes nacionales (27.11.1990), la bandera de los Tigres fue adoptada como bandera nacional de Tamil Eelam (que hasta entonces era la bandera del TULF). Desde 1972 el líder del LTTE había elegido el tigre como símbolo por su vinculación con las civilizaciones drávidas y que era representativo del heroísmo y el orgullo tamil, y comparable en combate a los soldados tamiles. El color rojo representa el progreso y los cambios sociales. Rojo y amarillo son los colores nacionales elegidos para Tamil Eelam.
El 18 de mayo de 2009, el movimiento independentista de Tamil Eelam depuso las armas después de 19 años de guerra intermitente entre ellos y el gobierno central de Sri Lanka.